# Birger Utbult
Karl Birger Utbult (i riksdagen kallad Utbult i Öckerö), född 6 oktober 1884 i Öckerö, död där 4 december 1963, var en svensk fiskare och politiker (folkpartist).
Birger Utbult, som kom från en fiskarfamilj, var själv fiskare på Öckerö 1899-1939. Han var också ordförande i Öckerö kommunalstämma och 1924-1961 ordförande i kommunalnämnden.
Han var riksdagsledamot i andra kammaren för Göteborgs och Bohus läns valkrets 1945-1954. I riksdagen var han bland annat suppleant i jordbruksutskottet 1945-1954. Han var främst engagerad i frågor som gällde kustbefolkningens och fiskenäringens situation.